# Ricard Reguant
Ricard Reguant Molinos (en catalán, Ricard Reguant i Molinos, Barcelona, 19 de octubre de 1953) es un director teatral, dramaturgo, guionista, director de cine y realizador televisivo catalán. Es padre de la actriz Xénia Reguant. De muy pequeño con su familia, entre ellos su tío, el actor Luis Nonell, pasaba sus vacaciones en el pueblo de l'Escala.

## Cine y televisión
Durante la época de la transición española fue guionista y director de algunos títulos de comedia o cine erótico, aunque el grueso de su actividad profesional se ha desarrollado en la televisión y en el teatro. En televisión, realizó en 2002 para Antena 3 TV el reality show Estudio de actores. En el ámbito de la televisión en catalán ha realizado para TV3 series como I ara què, Xènia?, interpretada por Àngels Gonyalons.

## Teatro
Para el teatro ha dirigido cerca de medio centenar de obras desde finales de la década de 1980. Entre las 
obras que ha representado, a menudo dentro del género musical, figuran Torna-la a tocar, Sam, La huella, El Knack, Magnolias de acero (1997, interpretada por Eva Isanta), Amor a medias, Sola en la oscuridad, Diez negritos, Misery, Chicago, Mortadelo y Filemón, el musical o Grease. En 1994 creó junto a Àngels Gonyalons la Escuela de Teatro Musical MEMORY, la primera escuela de teatro musical en España en Barcelona.
Ha dirigido más de 100 obras teatrales, especializado en Teatro Musical y Teatro Policíaco. En 2005 empieza a dirigir fuera de España, como MUZICALUL CHICAGO en Rumania, donde formara parte del Teatrul Avangardia con más de 25 obras estrenadas con gran éxito. También en Italia trabaja a partir de 2016, con tres policíacos en cartel. En Brasil con MISERY y en Alemania con HARRY UND SALLY.
Escribe comedias y policiacos entre ellos SHERLOCK HOLMES Y EL DESTRIPADOR (estrenado en Barcelona, Italia y Rumania) e IMPERIUM que estrena en 2024 en Bucarest con Maia Morgestern y su hija Cabiria.

## Filmografía parcial
- 1978. Caliente y cruel - cuento de tortura (cine, como guionista y actor). Dirigida por Enrique Guevara.
- 1982. Las aventuras de Zipi y Zape (cine, como guionista). Dirigida por Enrique Guevara.
- 1983. Sueca bisexual necesita semental (cine, como director)
- 1983. No me toques el pito que me irrito (cine, como director y guionista)
- 1991. Escrit als estels / Escrito en las estrellas (cine, como director y guionista)
- 1992-1995. Quico (serie de televisión, como director)
- 1993. I ara què, Xènia? (serie de televisión, como director). Interpretada por Àngels Gonyalons.
- 2002. El fontanero (televisión, como director). Interpretada por José Sacristán, Guillermo Montesinos y Eva Isanta.
- 2002. Estudio de actores (televisión, como director)
- 2011. Serie B (cine, como director)
- 2012. El retaule del flautista (película para TV, como director)